# روجر جيبسن
روجر ويليام جيبسن (23 ديسمبر 1928 - 13 نوفمبر 2020)، هو سياسي أمريكي من ولاية أيوا. جمهوري، خدم في مجلس الشيوخ الأمريكي ونائب حاكم ولاية أيوا.
ولد يوم 23 ديسمبر 1928 ، في سيدار فولز، أيوا. التحق بجامعة شمال أيوا. تخرج من جامعة ولاية أريزونا في تيمبي، أريزونا عام 1950 بدرجة البكالوريوس وفي عام 1953 بدرجة الماجستير. في جامعة ولاية أريزونا، كان جيبسن عضوًا في «Tau Kappa Epsilon».